# Geoffroy Faé
Geoffroy Faé (Gaufridus) († 15 avril 1341), est un abbé et évêque catholique français.

## Biographie
Ancien moine de Beaumont-le-Roger (prieuré de la Sainte-Trinité) et prieur de Bonne-Nouvelle, il est élu le 29 août 1327 20e abbé du Bec. Il conserve cette fonction jusqu'au 23 juin 1335.
Le 1er avril 1335, il est élu évêque d'Évreux. Au cours de son épiscopat, il fait agrandir la cathédrale d'Évreux et notamment le chœur.
Il meurt le 15 avril 1341 et est inhumé à gauche du chœur de l'abbatiale du Bec. Aujourd'hui, son gisant est conservé dans la nouvelle abbatiale.

## Statuaire
- L'église éponyme de Saint-Éloi-de-Fourques comporte une statue monument historique à titre d'objet de l'évêque d'Évreux [1].